# Церковь Покрова Пресвятой Богородицы (Вареш)
Церковь Покрова Пресвятой Богородицы (серб. Црква Покрова Пресвете Богородице) — храм Дабро-Боснийской митрополии Сербской православной церкви в городе Вареш Зеницко-Добойского кантона Федерации Боснии и Герцеговины Боснии и Герцеговины. Национальный памятник Боснии и Герцеговины.

## Описание
Церковь построена в 1891—1894 годах в стиле необарокко на прямоугольном плане шириной 7,85 м и длиной 13,75 м (вместе с апсидой). Вход в церковь расположен с западной стороны. Над ним в ряд размещены три круглых окна диаметром около 90 см, над которыми располагается ещё одно такого же размера. Над ними надстроена колокольня высотой 16,3 м (до основания креста), которая на 12,5 м возвышается над крышей храма. Толщина стен составляет 60—65 см, апсиды — 43 см.
10—16 марта 2009 года Комиссия по сохранению национальных памятников, в составе Зейнеп Ахунбай, Мартина Черри, Амры Хаджимухамедович, Дубравко Лавреновича и Лиляны Шево, провозгласила церковь национальным памятником Боснии и Герцеговины.

## Священники
- Дамьян Николич (?)
- Радакович (?)
- Йован Марьянович (1895—1901)
- Трифко Максимович (1901)
- Максим Йованович (1901—1906)
- Саво Ристич (1906—1908)
- Петар Джосович (1908—1911)
- Богдан Петрович (1911—1915)
- нет (1915—1916)
- Саво Савич (1916—1919)
- Йово Попович (1919—1931)
- Йосиф Богданович (1931—1932)
- Йован Марьянович (1932—1935)
- Славко Станкович (1935—1941)
- нет (1941—1945)
- Данило Марьянац (1946—1971)
- Ранко Гунич (1971—1974)
- Слободан Лубарда (1974—1988)
- Деливое Раяк (1988—1992)

Во время Боснийской войны церковь опустела. В 1998 году в церкви служил Зоран Еринич из села Блажуй, а с 25 октября 1999 года Борис Бандука из города Какань.